# Ludwig Mayrhofer (Orgelbauer)
Ludwig Mayrhofer (* 22. August 1862 in Linz; † 2. Mai 1956 ebenda) war ein österreichischer Orgelbauer.

## Leben

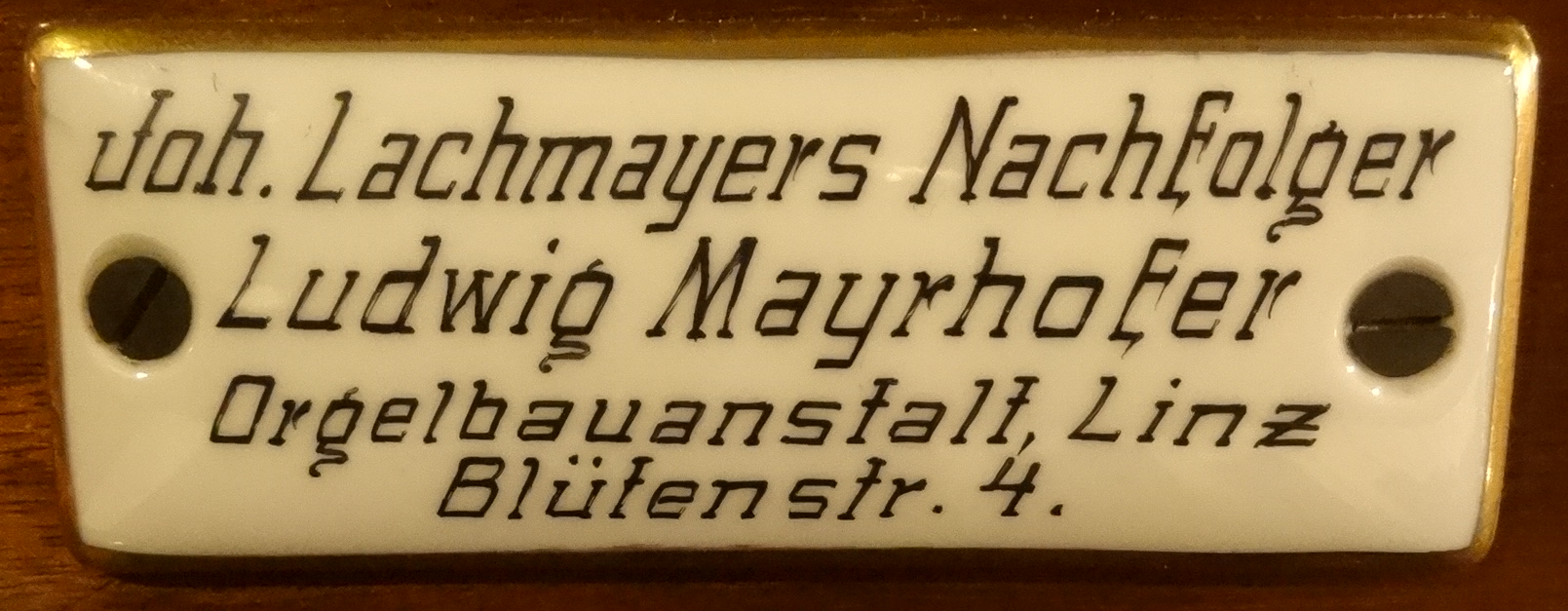
Firmenschild an der Mayrhofer-Orgel in Überackern

Mayrhofer wurde 1862 als Sohn der Bäckerstochter Anna Mayrhofer (1844–1930) in Linz geboren. Von 1876 bis 1879 absolvierte er die Lehre als Orgelbauer im Betrieb seines Stiefvaters Anton Hanel (1820–1880) in Urfahr und arbeitete in der Folgezeit in verschiedenen Orgelbaufirmen, unter anderem bei Friedrich Goll in Luzern, J. D. Philipps in Frankfurt am Main sowie E. F. Walcker & Cie. in Ludwigsburg. Als Monteur war er in Deutschland, der Schweiz, Spanien, Frankreich, Schottland, Böhmen, Ungarn, den Niederlanden, Belgien, Russland und der Türkei tätig. Nach dem Tod seines zweiten Stiefvaters Johann Lachmayr übernahm er 1918 dessen Betrieb in Urfahr. Bis zu Mayrhofers Pensionsantritt 1935 wurden in seiner Orgelbauwerkstatt 47 Orgeln neu- oder umgebaut. Sein Sohn Eugen Mayrhofer (1908–1932) war ebenfalls Orgelbauer, allerdings verhinderte sein früher Tod die Weiterführung des Betriebes.

## Werke (Auswahl)
| Jahr | Ort                           | Gebäude                         | Bild | Manuale | Register | Bemerkungen                                                          |
| ---- | ----------------------------- | ------------------------------- | ---- | ------- | -------- | -------------------------------------------------------------------- |
| 1922 | Sarleinsbach                  | Pfarrkirche Hl. Petrus          |      | II/P    | 17       | nicht erhalten                                                       |
| 1923 | Euratsfeld                    | Pfarrkirche Euratsfeld          |      | II/P    | 18       | [ 3 ]                                                                |
| 1923 | Haidershofen                  | Pfarrkirche Hl. Severin         |      | II/P    | 13       | nicht erhalten, Orgel von Orgelbau Pirchner                          |
| 1924 | Waldkirchen am Wesen          | Pfarrkirche Hl. Nikolaus        |      | II/P    | 11       | nicht erhalten                                                       |
| 1924 | Ebensee am Traunsee           | Pfarrkirche Hl. Josef           |      | II/P    | 25       | [ 6 ]                                                                |
| 1924 | Arnreit                       | Pfarrkirche Hl. Laurentius      |      | II/P    | 11       | nicht erhalten, seit 1978 Orgel von Herbert Gollini                  |
| 1925 | Weißenkirchen im Attergau     | Pfarrkirche Hl. Margaretha      |      | II/P    | 11       | [ 8 ]                                                                |
| 1925 | Waidhofen an der Ybbs         | Pfarrkirche Windhag             |      | II/P    | 7        | [ 9 ]                                                                |
| 1925 | Wald am Schoberpaß            | Evangelische Pfarrkirche        |      | II/P    | 10       | [ 10 ]                                                               |
| 1926 | Mondsee                       | Basilika Hl. Michael            |      |         |          | Umbau und Erweiterung                                                |
| 1927 | Bad Goisern am Hallstättersee | Pfarrkirche Hl. Martin          |      | II/P    | 13       | [ 12 ]                                                               |
| 1927 | Hirschbach im Mühlkreis       | Pfarrkirche Mariä Himmelfahrt   |      | II/P    | 15       | [ 13 ]                                                               |
| 1928 | Steinerkirchen an der Traun   | Pfarrkirche Hl. Martin          |      | II/P    | 16       | nicht erhalten, seit 1979 Orgel von Orgelbau Kögler                  |
| 1928 | Überackern                    | Pfarrkirche Hl. Petrus          |      | I/P     | 7        | [ 15 ]                                                               |
| 1928 | Linz                          | Kapuzinerkirche                 |      | II/P    | 20       | Umbau und Erweiterung der 1887 von Johann Lachmayr errichteten Orgel |
| 1929 | Pinsdorf                      | Pfarrkirche Hl. Matthäus        |      | II/P    | 10       | [ 17 ]                                                               |
| 1930 | Altheim                       | Stadtpfarrkirche Hl. Laurenz    |      | II/P    | 20       | Umbau der 1845 von Ludwig Mooser errichteten Orgel                   |
| 1930 | Regau                         | Pfarrkirche Hl. Petrus          |      | II/P    | 12       |                                                                      |
| 1931 | Pabneukirchen                 | Pfarrkirche Hl. Simon und Judas |      | II/P    | 12       | [ 19 ]                                                               |
| 1931 | Traunkirchen                  | Pfarrkirche Mariä Krönung       |      | II/P    | 19       | [ 20 ]                                                               |
| 1932 | Wieselburg                    | Stadtpfarrkirche Hl. Ulrich     |      | II/P    | 16       |                                                                      |
| 1933 | Gmunden                       | Schlosskirche Ort               |      | I/P     | 9        |                                                                      |